# Ludwig Polscher

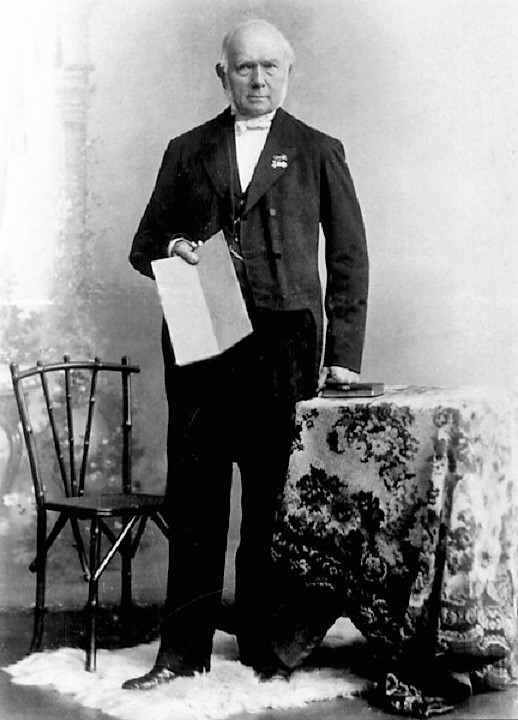
Präses Ludwig Polscher (1900)

Ludwig Heinrich Philipp Polscher (* 8. März 1820 in Hohenlimburg; † 17. Oktober 1909 in Unna) war ein deutscher evangelischer Geistlicher und Präses der Westfälischen Provinzialsynode der Evangelischen Kirche Preußens.

## Leben
Ludwig Polscher wurde als Sohn des Gastwirts Christian Polscher und seiner Gemahlin Maria Charlotte Bauer geboren. Von 1835 bis 1841 besuchte er das Gymnasium Dortmund und studierte nach dem Abitur in Berlin, Halle und Bonn Theologie. Nach den theologischen Examina war er zunächst Lehrer in Hohenlimburg, wo er auch selbst eine Knabenschule gründete.
Seine Ordination und Einführung als Pfarrer in Lünern fallen auf den 11. Februar 1852.
Am 12. November 1862 zum nebenamtlichen Superintendenten des Kirchenkreises Unna gewählt, übte er dieses Amt bis 1900 aus. Am 8. Oktober 1874 war die Wahl zum Präses der Westfälischen Provinzialsynode. Er blieb bis 1902 in diesem Amt. Zum 1. Oktober 1906 trat er in den Ruhestand.

## Ehrungen
- Am 11. Februar 1902 Verleihung der theologischen Ehrendoktorwürde durch die Universität Bonn
- 1902 Roter Adlerorden zum 50-jährigen Amtsjubiläum